# Comiac
Comiac era una comuna francesa situada en el departamento de Lot, de la región de Occitania, que el 1 de enero de 2016 pasó a ser una comuna delegada de la comuna nueva de Sousceyrac-en-Quercy al fusionarse con las comunas de Calviac, Lacam-d'Ourcet, Lamativie y Sousceyrac.

## Demografía
| Gráfica de evolución demográfica de Comiac entre 1800 y 2013 |
|                                                              |

Los datos demográficos contemplados en este gráfico de la comuna de Comiac se han cogido de 1800 a 1999 de la página francesa EHESS/Cassini, y los demás datos de la página del INSEE.